# Бланк Бер Пінхусович
Бер Пінху́сович Бланк  (*18 червня 1897, Лієпая — †20 липня 1957) — український радянський графік.
Народився в Лібаві (тепер Лієпая). Закінчив Харківський художній інститут (1922–1929)— педагогами були І. Падалка, С. Прохоров, М. Шаронов.
З 1927 року брав участь в республіканських, всесоюзних та міжнародних виставках.
Протягом 1930-33 років працював викладачем Харківського художнього технікуму, в 1938-41 та 1944-46 роках керує художньою студією при Харківському будинку піонерів.
Працював викладачем в Харківській дитячій художній школі ім. Рєпіна в 1946-47 роках, у 1947-50 — у Харківському державному художньому інституті.
В 1956 та 1957 роках відбулися його персональні виставки в Харкові.
Працював у галузі ксилографії та ліногравюри в основному над ілюструванням і художнім оформленням книги.
Для творчості Бланка характерний м'який ліризм, особливо в ілюстраціях до творів Менделе Мойхер-Сфоріма, заставках та кінцівках до збірки віршів Павла Тичини «Партія веде», серії гравюр «Поезія наших днів» та інші. Працював також в галузі естампа та промислової графіки.